# 伊家乡
伊家乡，是中华人民共和国福建省三明市建宁县下辖的一个乡镇级行政单位。

## 行政区划
伊家乡下辖以下地区：
伊家村、澜溪村、沙洲村、陈家村、双坑村、东风村、笔架村和隘上村。